# Futbolniy Klub UCSA
Futbolniy Klub Ukrainian Christian Sport Academy, ou simplesmente UCSA Kiev, é um clube de futebol ucraniano da cidade de Kiev comprado em 2022 pelo empresário brasileiro Pablo Bueno. As  cores do clube são o branco e o preto.

## História
Em 2020, o clube completou três anos de atividades.
O clube, dirigido pelo empresário brasileiro que mora em Kiev, Pablo Bueno, disputará o Druha Liha em 2022.
O empresário, que é agente de jogadores como Tetê (Shakhtar Donetsk) e Ferreira   (São Paulo FC), deixou claro seus planos de reviver a magia do futebol dos anos noventa e já está contratando vários jovens jogadores brasileiro para integrar ao elenco do clube.
O clube funciona também como escolinha de futebol para crianças a partir dos três anos de idade.